# Posiołok centralnogo otdelenija sowchoza imieni Ilicza
Posiołok centralnogo otdelenija sowchoza imieni Ilicza (ros. Посёлок центрального отделения совхоза имени Ильича) – wieś w Rosji, w rejonie michajłowskim obwodu riazańskiego. W 2010 r. liczyła 506 mieszkańców.